# Wilfried Fitzenreiter

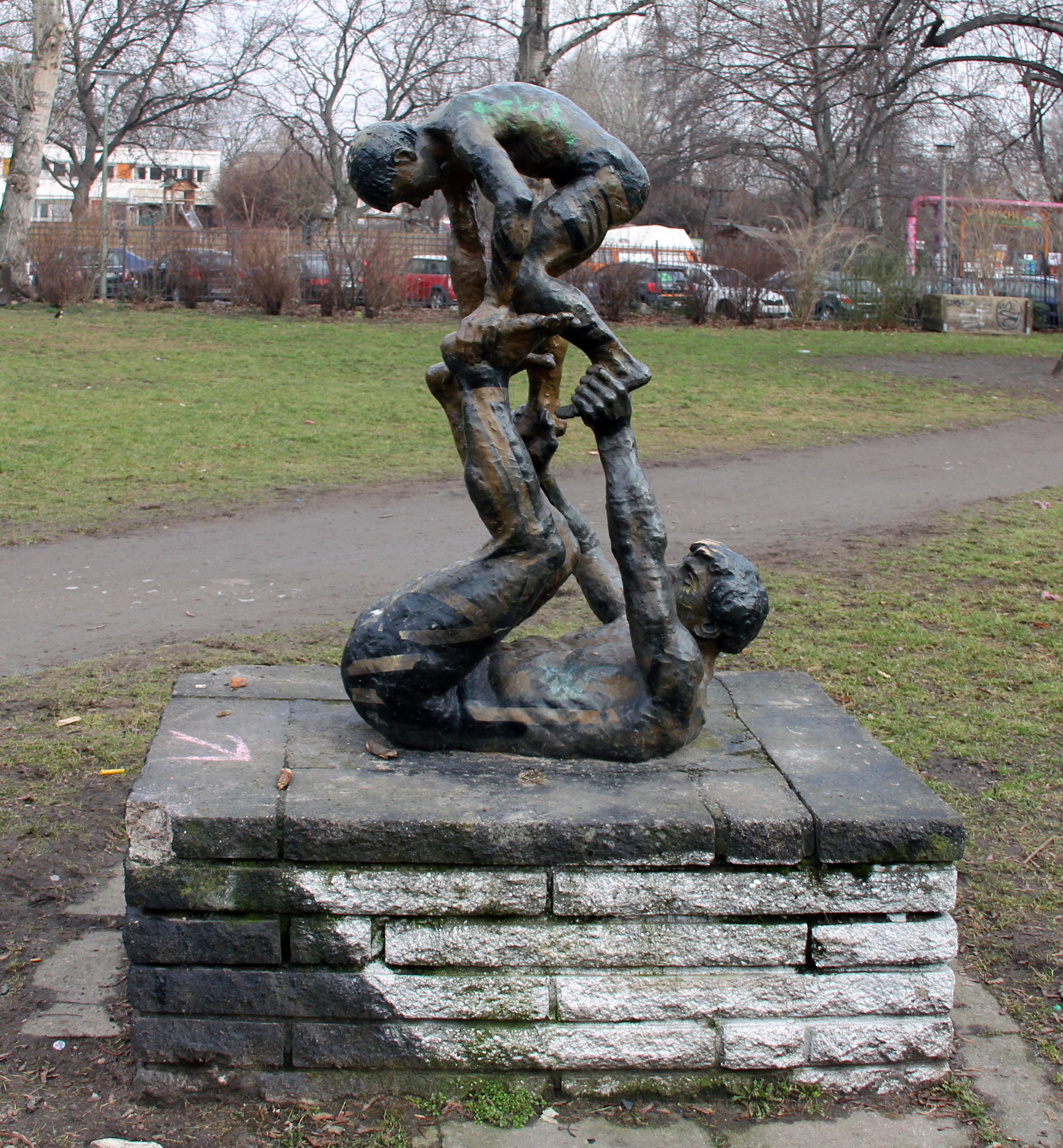
Spielende (Lekande) från 1975 vid Rudolfplatz, Berlin-Friedrichshain.

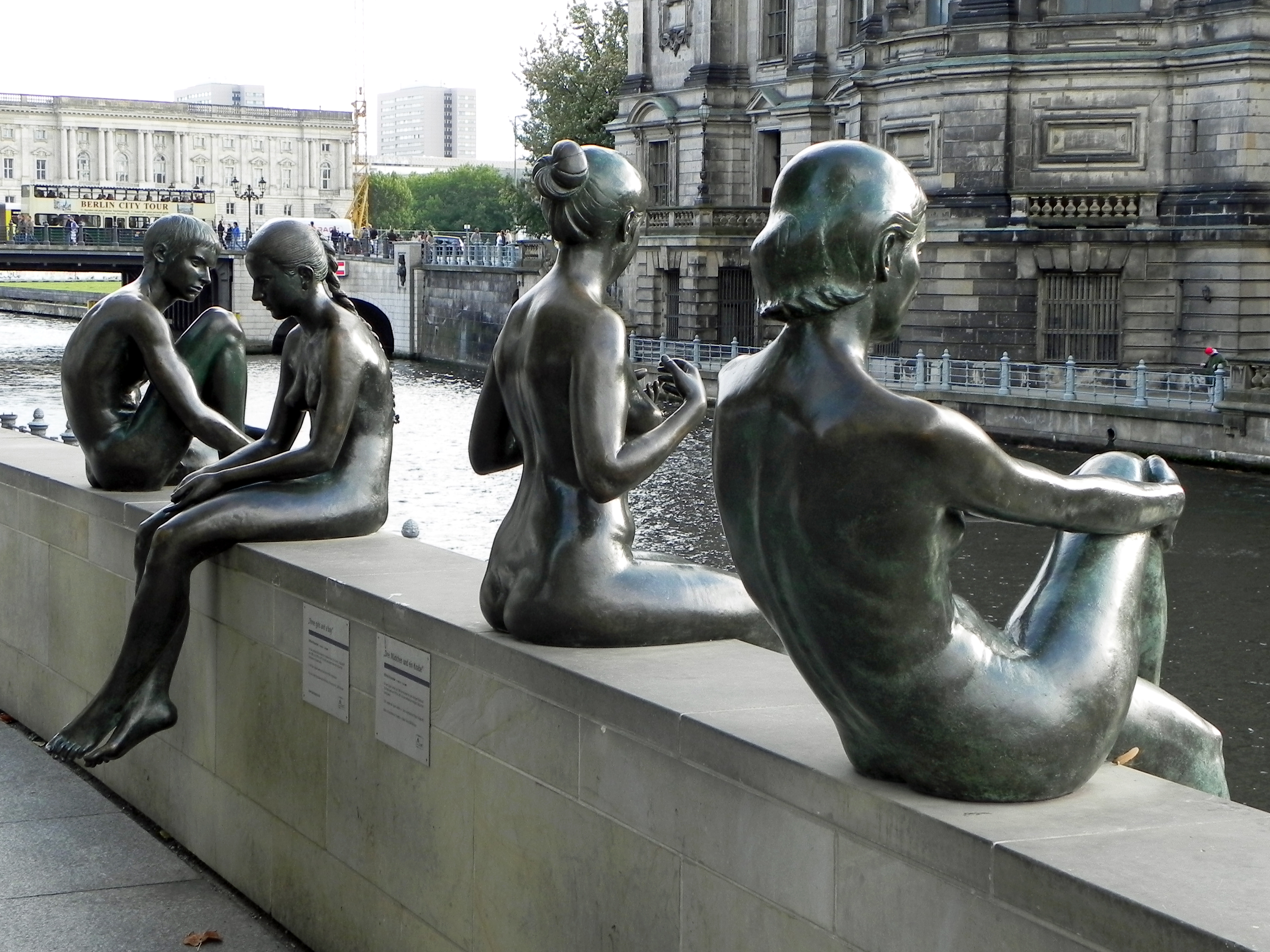
Drei Mädchen und ein Knabe (Tre flickor och en pojke). Skulptur från 1988 vid domkyrkan i Berlin.

Wilfried Fitzenreiter, född 17 september 1932 i Nordhausen, död 12 april 2008 i Berlin, var en tysk konstnär, medaljformgivare och skulptör.

## Biografi
Efter avlagd studentexamen fortsatte han 1951 en utbildning i stenhuggeri i Halle. Från 1952 till 1958 studerade han skulptur på Konst- och designhögskolan i Giebichenstein, Halle och därefter på Konsthögskolan i Berlin. Han har därefter arbetat i Berlin (Prenzlauer Berg). 
Han fick 1979 Käthe Kollwitzpriset.

## Offentliga skulpturer
- 1960: Max Reinhardt, Schumannstraße, Berlin
- 1972: Stehender Junge, Lennépark, Frankfurt
- 1975: Spielende, Rudolfplatz, Berlin
- 1976/79 Das Urteil des Paris, Brühl, Chemnitz
- 1979: Liebespaar, Strandpromenade, Warnemünde
- 1984: Badenixe, Kulturpark am Tollensesee, Neubrandenburg
- 1988: Drei Mädchen und ein Knabe, CityQuartier DomAquarée, Berlin (ursprungligen 1977 vid Karl-Liebknecht-Straße)
- 1991: Karl-May-Denkmal, Ernstthaler Markt, Hohenstein-Ernstthal